# 4491 Otaru
4491 Otaru (1988 RP) là một tiểu hành tinh vành đai chính được phát hiện ngày 7 tháng 9 năm 1988 bởi Kin Endate và Kazuro Watanabe ở Kitami.